# 123 Dywizja Piechoty (III Rzesza)
123 Dywizja Piechoty (niem. 123. Infanterie-Division) – niemiecka dywizja z czasów II wojny światowej, sformowana na mocy rozkazu z 5 października 1940, w 11. fali mobilizacyjnej w Krośnie Odrzańskim (Krossen) w III Okręgu Wojskowym.
Brała udział w bitwie pod Demiańskiem.

## Struktura organizacyjna
- Struktura organizacyjna w październiku 1940

415., 416. i 418. pułk piechoty, 123 pułk artylerii, 123 batalion pionierów, 123 oddział rozpoznawczy, 123 oddział przeciwpancerny, 123 oddział łączności, 123 polowy batalion zapasowy;

## Dowódcy dywizji
- Generalleutnant Walter Lichel 5 X 1940 – 5 VIII 1941;
- Generalleutnant Erwin Rauch 6 VIII 1941 – 17 X 1943;
- Generalleutnant Erwin Menny 17 X 1943 – 1 XI 1943;
- Generalleutnant Erwin Rauch 1 XI 1943 – 15 I 1944;
- Generalmajor Louis Tronnier 15 I 1944 – 10 III 1944;